# Dolina Dolnej Odry

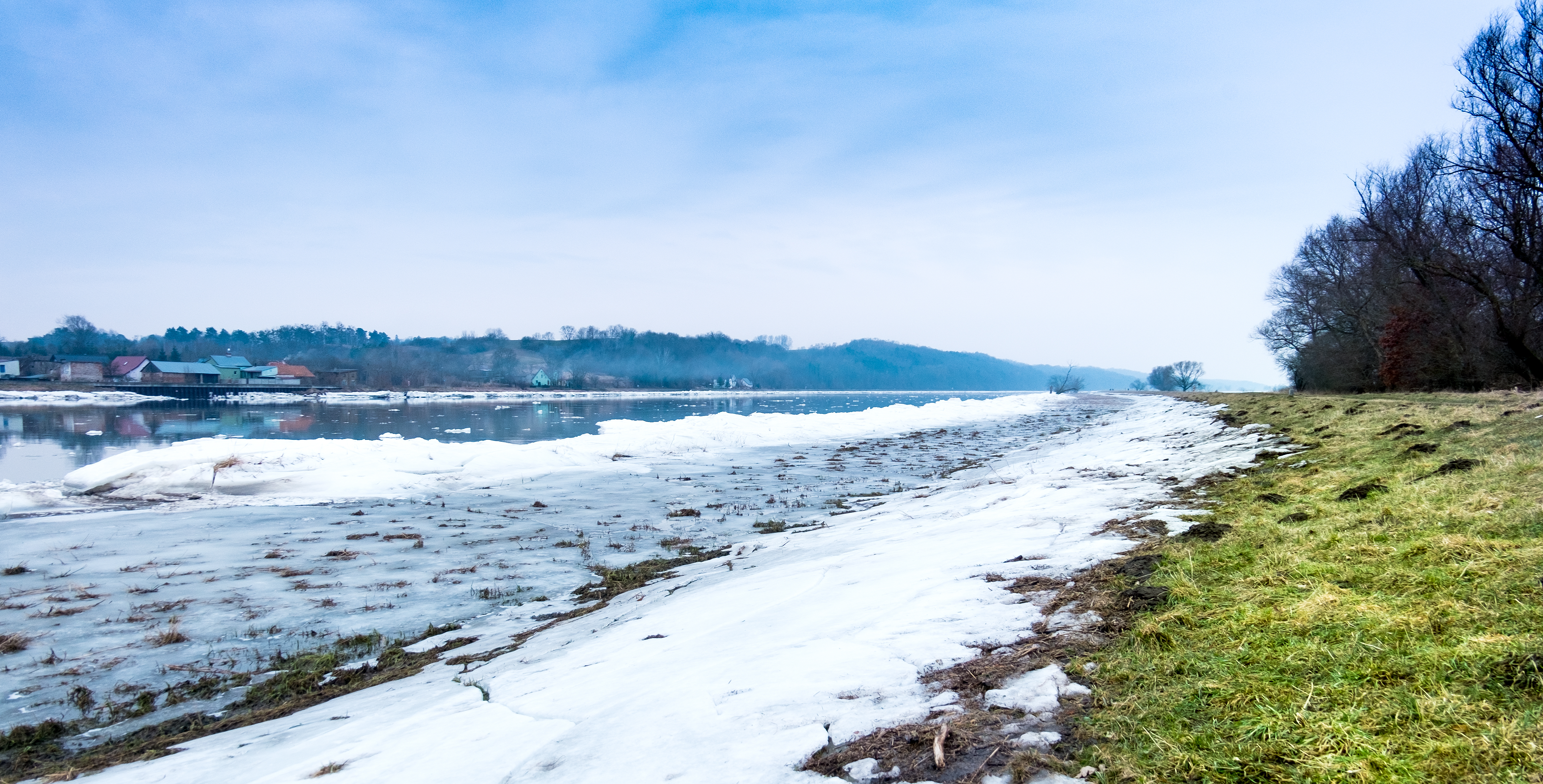
Nad Odrą w Krajniku Dolnym

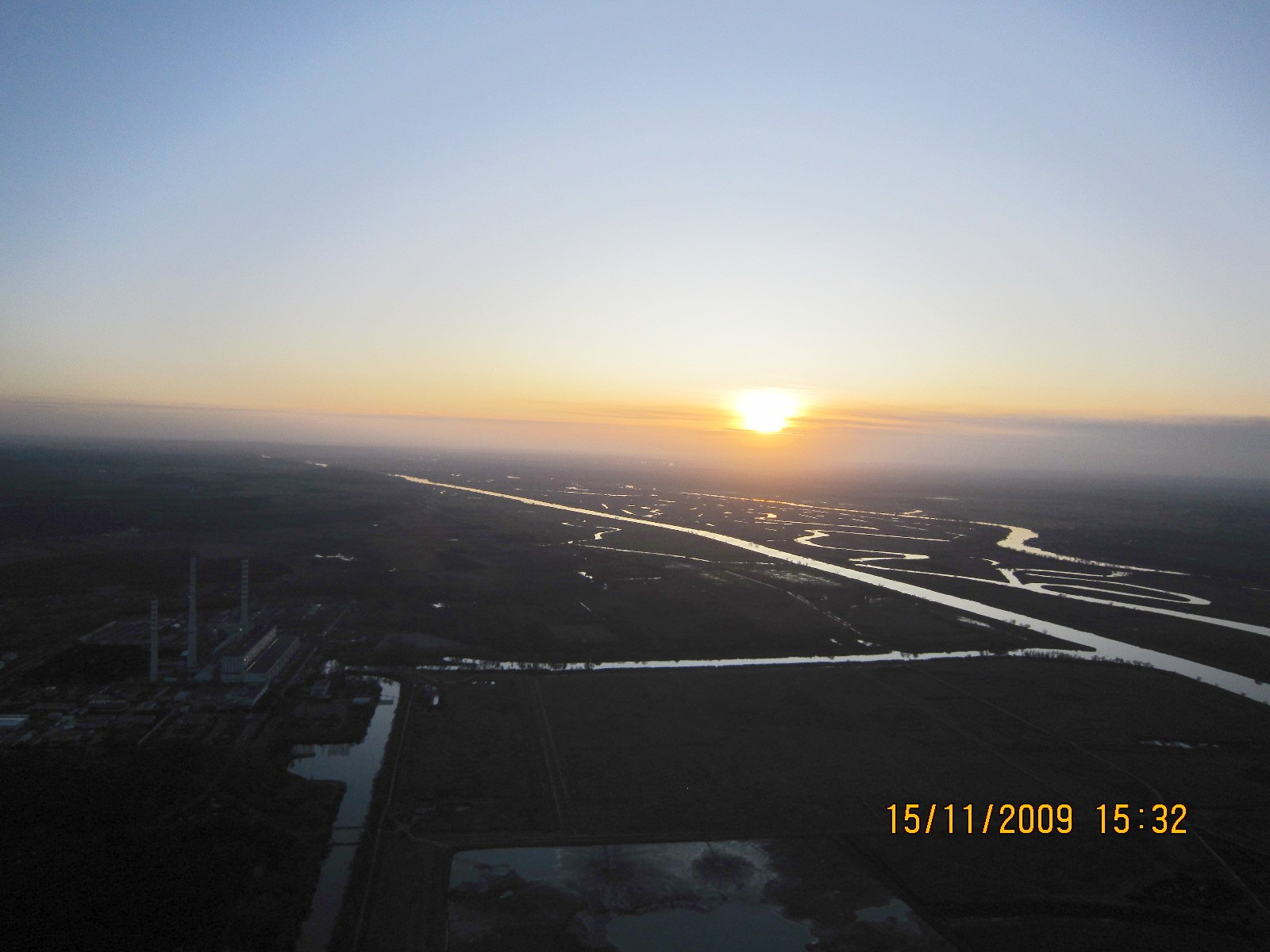
Dolina Dolnej Odry z lotu ptaka

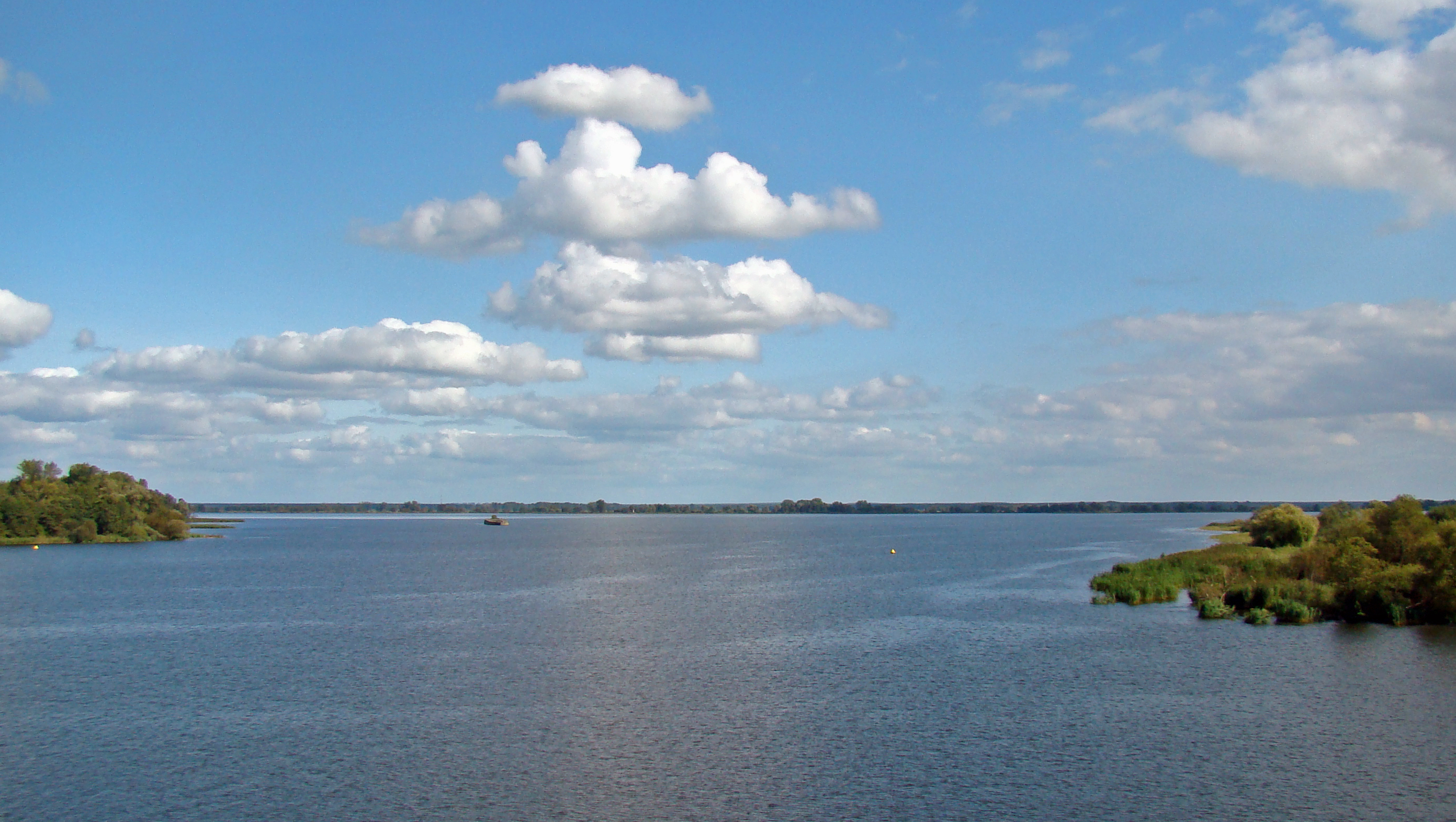
Iński Nurt i Jezioro Dąbie

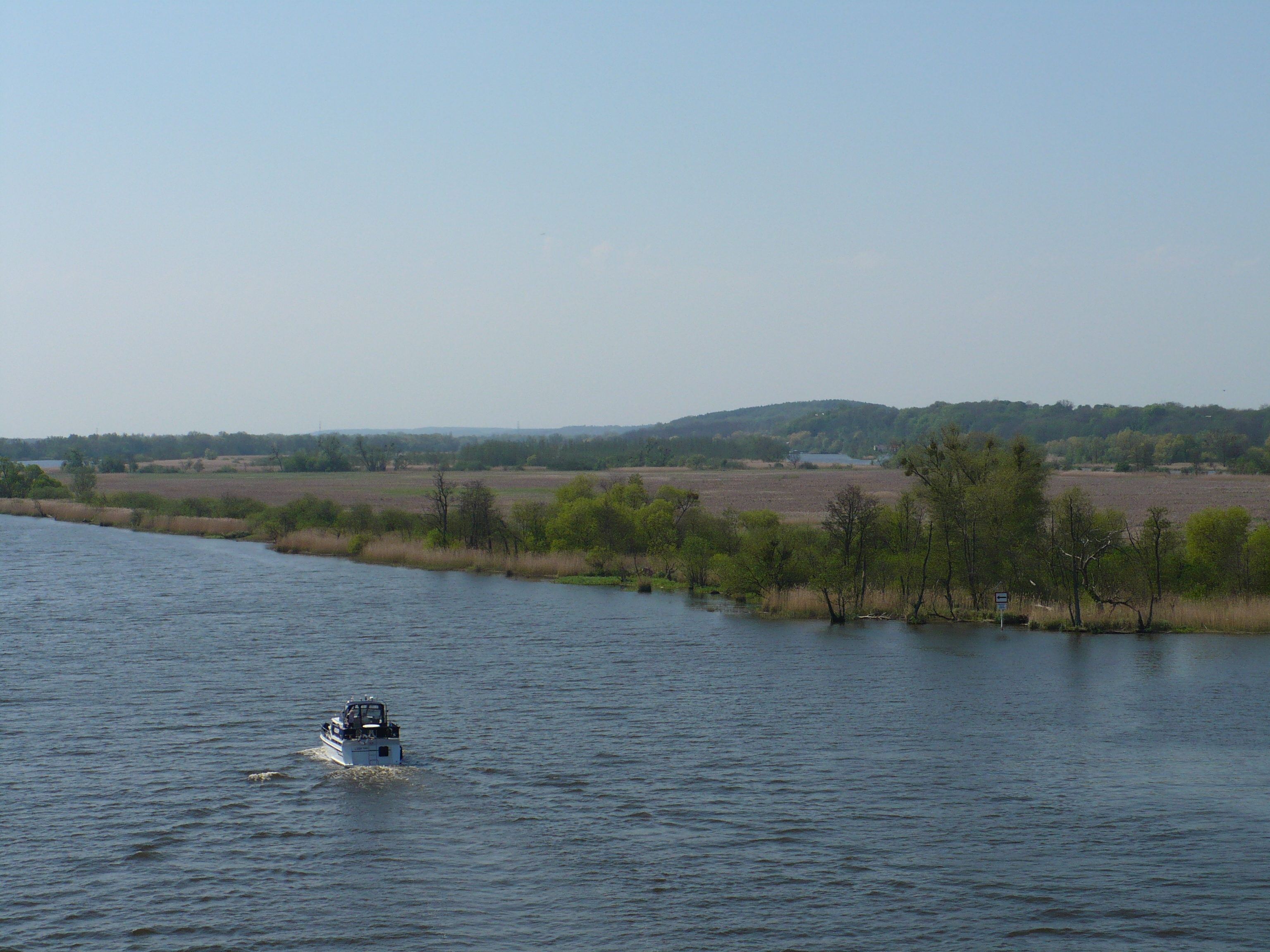
Międzyodrze

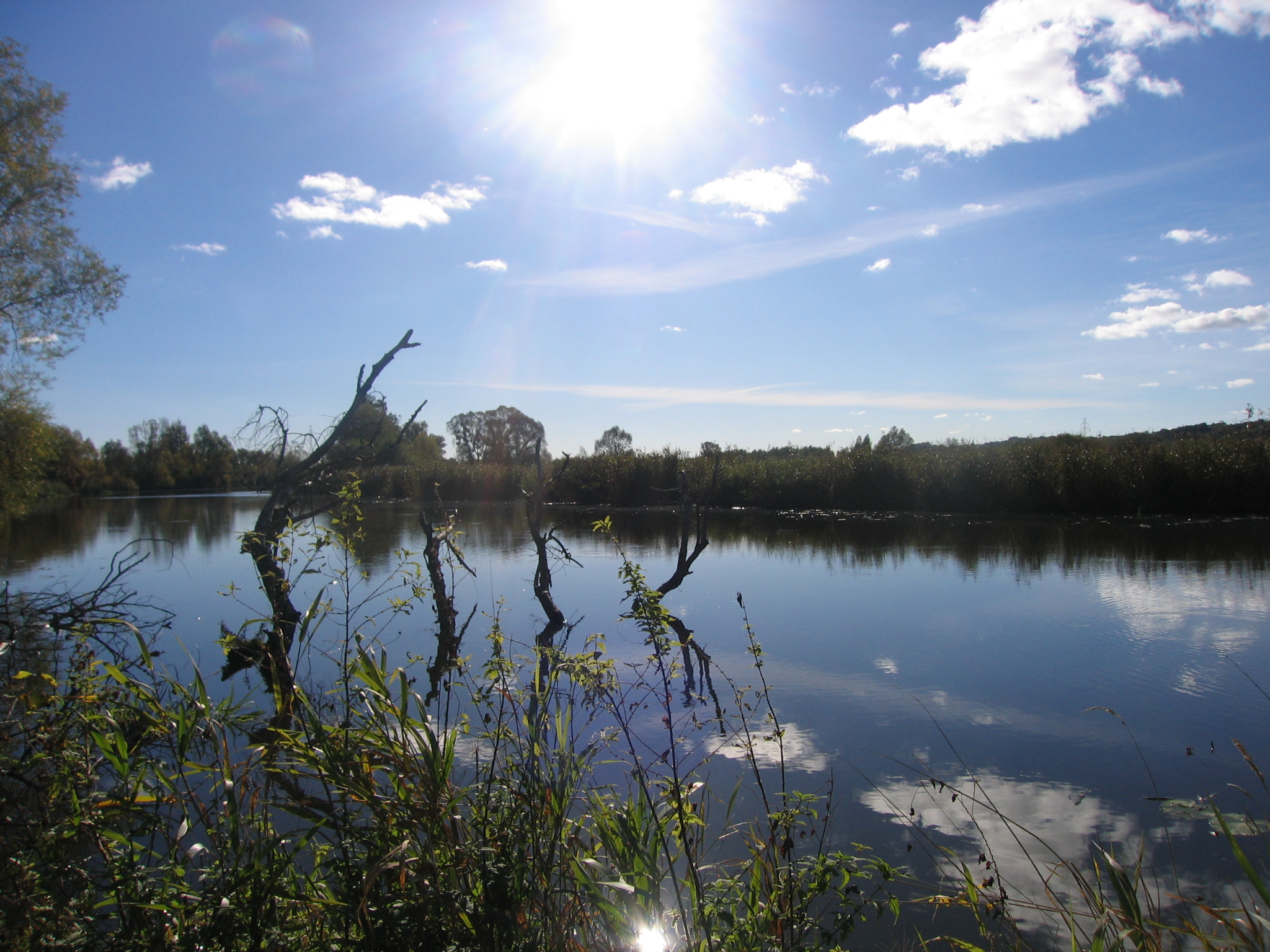
Odnoga Odry – Łarpia otaczająca wyspę Polickie Łąki w Policach

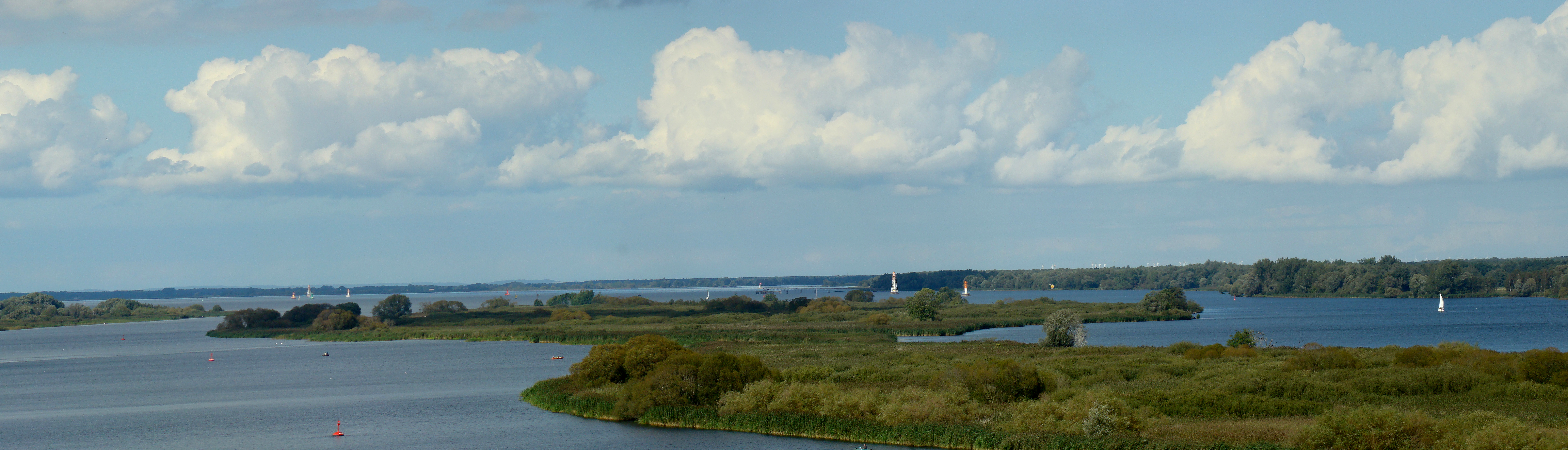
Ujście Odry do Zalewu Szczecińskiego (Roztoka Odrzańska)

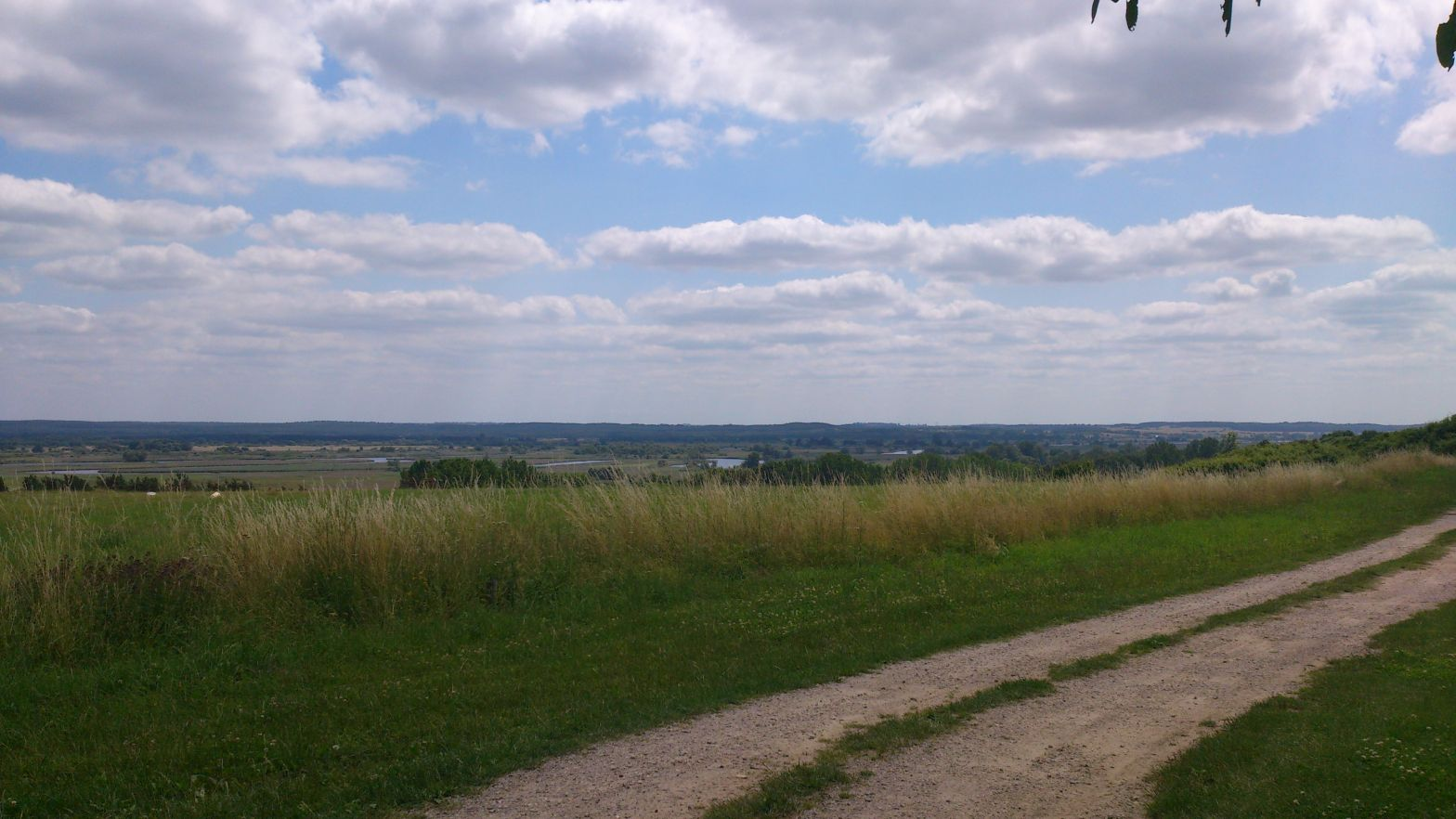
Dolina Dolnej Odry w okolicach Gartz

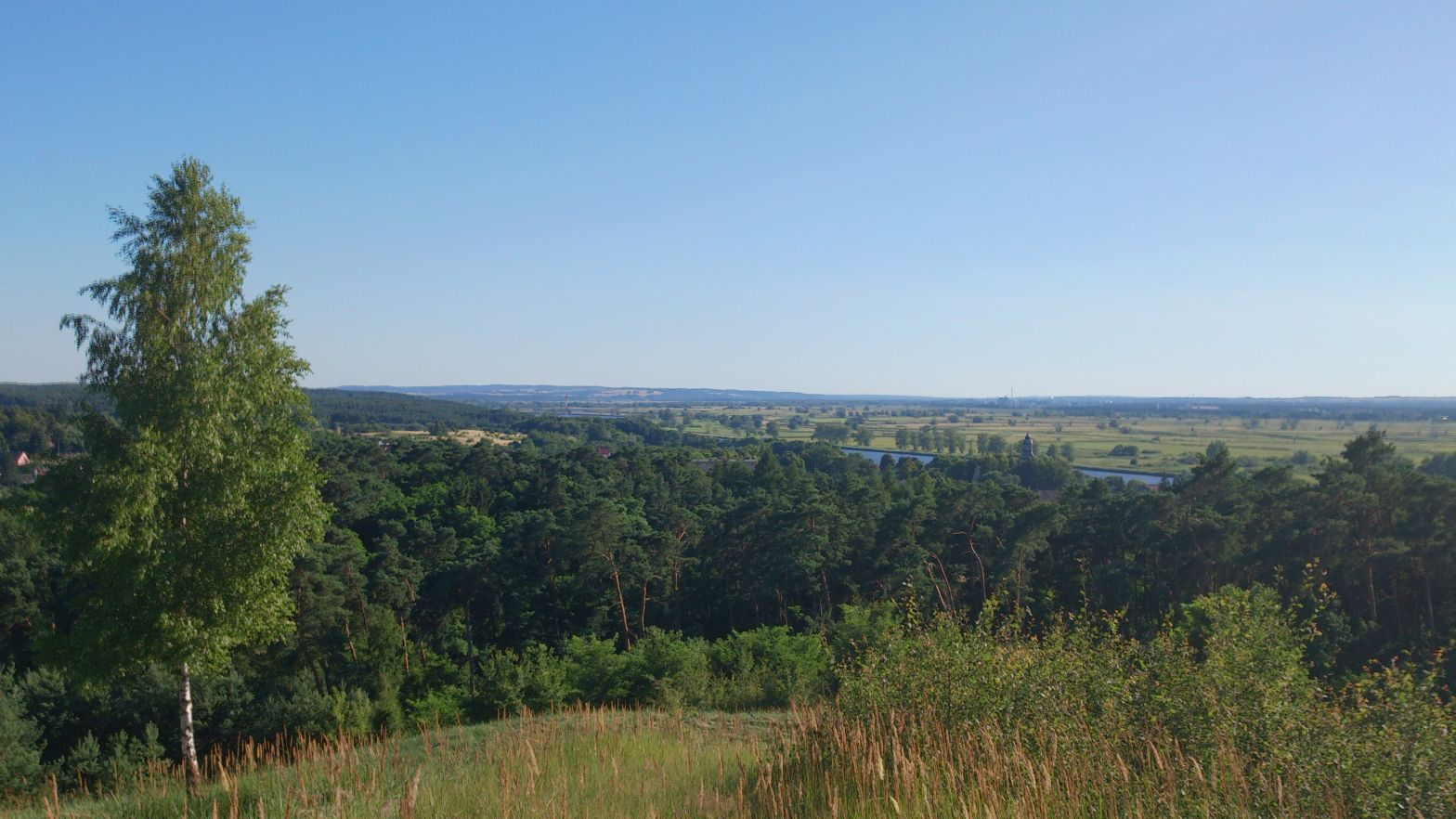
Dolina Dolnej Odry w okolicach Widuchowej

Dolina Dolnej Odry (313.24, niem. Unteres Odertal) – mezoregion Pobrzeża Szczecińskiego. Zajmuje dolinę rzeki Odry od okolic Cedyni aż po Zalew Szczeciński koło Stepnicy. Jej długość wynosi ok. 95 km, o szerokość od 2 do 12 km.

## Charakterystyka
Dolina Dolnej Odry składa się z następujących fragmentów:
- Osinów Dolny – Widuchowa – główną oś stanowi jedno koryto Odry i Hohensaaten-Friedrichsthaler Wasserstrasse połączone licznymi kanałami i polderami. Ważniejsze dopływy: Alte Oder z Kanałem Odra-Hawela (L) i  Rurzyca (P). Od wschodu ograniczona zboczami Wzgórz Krzymowskich i falistą Równiną Wełtyńską. Pod Cedynią tzw. Żuławy Cedyńskie.
- Międzyodrze – powyżej Widuchowej oś doliny stanowią 2 koryta Odry – Odra Zachodnia i Odra Wschodnia (Regalica) połączone licznymi kanałami, starorzeczami i polderami. Do największych wysp należą Zaleskie Łęgi, Dębina, Ostrów Grabowski, Wyspa Pucka w Szczecinie, Polickie Łąki w Policach oraz Wielkie Bagno Kurowskie i Ustowskie Mokradła. Ważniejsze dopływy: Welse (L), Bukowa (L), Tywa (P), Omulna (P). Od zachodu ograniczona zboczami Wzniesień Szczecińskich (na wysokości Szczecina są to Wał Stobniański i Wzgórza Warszewskie), a od wschodu morenami Wzgórz Bukowych.
- Jezioro Dąbie – jezioro deltowe z licznymi polderami na wschodnim brzegu. Głównym dopływem jest Płonia.
- Roztoka Odrzańska – estuarium Odry i ujście do Zalewu Szczecińskiego wraz z nadbrzeżnymi mokradłami na wschodnim skraju Puszczy Wkrzańskiej i na zachodnim skraju Puszczy Goleniowskiej. Głównymi dopływami są Ina (P), Gowienica (P) i Gunica (L)[2][3].

### Miasta
- Cedynia
- Gartz (Oder)
- Gryfino
- Police
- Schwedt/Oder
- Stepnica
- Szczecin

### Miejscowości turystyczne
- Czarna Łąka
- Czarnocin
- Lubczyna
- Mescherin
- Moczyły
- Police
- Siadło Dolne
- Stepnica
- Stolpe (Angermünde)
- Trzebież
- Widuchowa

### Komunikacja
- Osinów Dolny – Hohenwutzen (DW124 – B158)
- Krajnik Dolny – Schwedt/Oder (DK26 – B166)
- Gryfino – Mescherin (DW120 – B113)
- Autostrada A6
- Kolejowy most zwodzony nad Regalicą w Podjuchach (linia kolejowa Szczecin Główny – Gryfino)
- Most Gryfitów (DK31)
- Most Pomorzan (DK31)
- mosty kolejowe na linii Szczecin Główny – Szczecin Dąbie
- Most Długi w Szczecinie (DK10)
- Trasa Zamkowa w Szczecinie (DW115)
- Most im. Pionierów Miasta Szczecina (DK10)
- Most Cłowy w Szczecinie
- Most Portowy w Szczecinie (DK10)
- Obwodnica zachodnia Szczecina (planowana)

## Historia
Strategiczne położenie (bliskość morza, transport rzeczny, szlaki kupieckie, ośrodki miejskie) już od wczesnego średniowiecza powodowało ścieranie się na tych terenach wpływów pomorskich, polskich i niemieckich (w tym pruskich i brandenburskich), a także w mniejszym stopniu szwedzkich i duńskich. Obszar penetracji przez plemiona słowiańskie głównie Pomorzan i Wkrzan. W 972 r. miała miejsce Bitwa pod Cedynią. Dziesięć wieków później na tym terenie posuwał się front tzw. operacji berlińskiej. Największy wpływ na dzisiejszy kształt i wygląd doliny miał okres Prowincji Pomorze, kiedy przekopano liczne kanały, wybudowano budowle hydrotechniczne i przystosowano część obszaru do celów przemysłowych, rolnictwa, hodowli i żeglugi.

## Ochrona przyrody
Na terenach zalewowych dominują ekosystemy bagien i mokradeł. Na zboczach i na innych terenach niezalewanych wytworzyły się ekosystemy łąkowe (w tym siedliska kserotermiczne) i leśne. Na obszarach przylegających do Doliny duże kompleksy leśne: Puszcza Bukowa, Puszcza Goleniowska, Puszcza Piaskowa i Puszcza Wkrzańska.
Wody śródlądowe, torfowiska, bagna, łąki i zarośla Doliny Dolnej Odry tworzą ciekawą mozaikę siedlisk, będącą ostoją ptaków o randze europejskiej i terenem szczególnie ważnym dla ptaków wodno-błotnych, które występują tu w olbrzymich koncentracjach, np. na jesiennym zlotowisku zbiera się do 9000 żurawi. Jedna z najważniejszych w skali kraju ostoi bielika. Występują tu co najmniej 34 gatunki ptaków z Załącznika I Dyrektywy Ptasiej i 14 gatunków z Polskiej Czerwonej Księgi. Występuje tu również bogata fauna innych zwierząt kręgowych (w tym łosie i bobry).
Jednym z pionierów popularyzacji ochrony przyrody na terenach Doliny był niemiecki przyrodnik  Paul Robien.
Obecnie na terenie Doliny utworzono Międzynarodowy Park Dolina Dolnej Odry celem ochrony unikatowej w skali europejskiej fauny i flory rozlewisk Odry. Tworzy go Park Krajobrazowy Dolina Dolnej Odry wraz z niemieckim Parkiem Narodowym Doliny Dolnej Odry (niem. Nationalpark Unteres Odertal). W południowej części zlokalizowano Cedyński Park Krajobrazowy.
Dolina Dolnej Odry objęta jest ochroną europejskiej sieci ekologicznej Natura 2000. Wyznaczono tu obszar specjalnej ochrony ptaków „Dolina Dolnej Odry” (PLB320003), a także  specjalne obszary ochrony siedlisk: „Dolna Odra” (PLH320037) i „Ujście Odry i Zalew Szczeciński” (PLH320018). Zgodnie z obowiązującą procedurą obydwa obszary posiadają obecnie status obszarów mających znaczenie dla wspólnoty.
Rezerwaty i pomniki przyrody:
- Rezerwat przyrody Białodrzew Kopicki
- Rezerwat przyrody Bielinek
- Rezerwat przyrody Czarnocin
- Rezerwat przyrody Kanał Kwiatowy
- Rezerwat przyrody Kurowskie Błota
- Rezerwat przyrody Olszanka
- Rezerwat przyrody Uroczysko Święta
- Rezerwat przyrody Wrzosowiska Cedyńskie
- Rezerwat przyrody Słoneczne Wzgórza
- Rezerwat przyrody Wzgórze Widokowe nad Międzyodrzem
- Krzywy Las (pomnik przyrody)
- Dolina Miłości w Zatoni Dolnej

Inne formy ochrony przyrody:
- Park Natury Zalewu Szczecińskiego
- Zespół przyrodniczo-krajobrazowy „Zaleskie Łęgi”
- Zespół przyrodniczo-krajobrazowy „Dębina”
- Klucki Ostrów (użytek ekologiczny)Międzyodrze

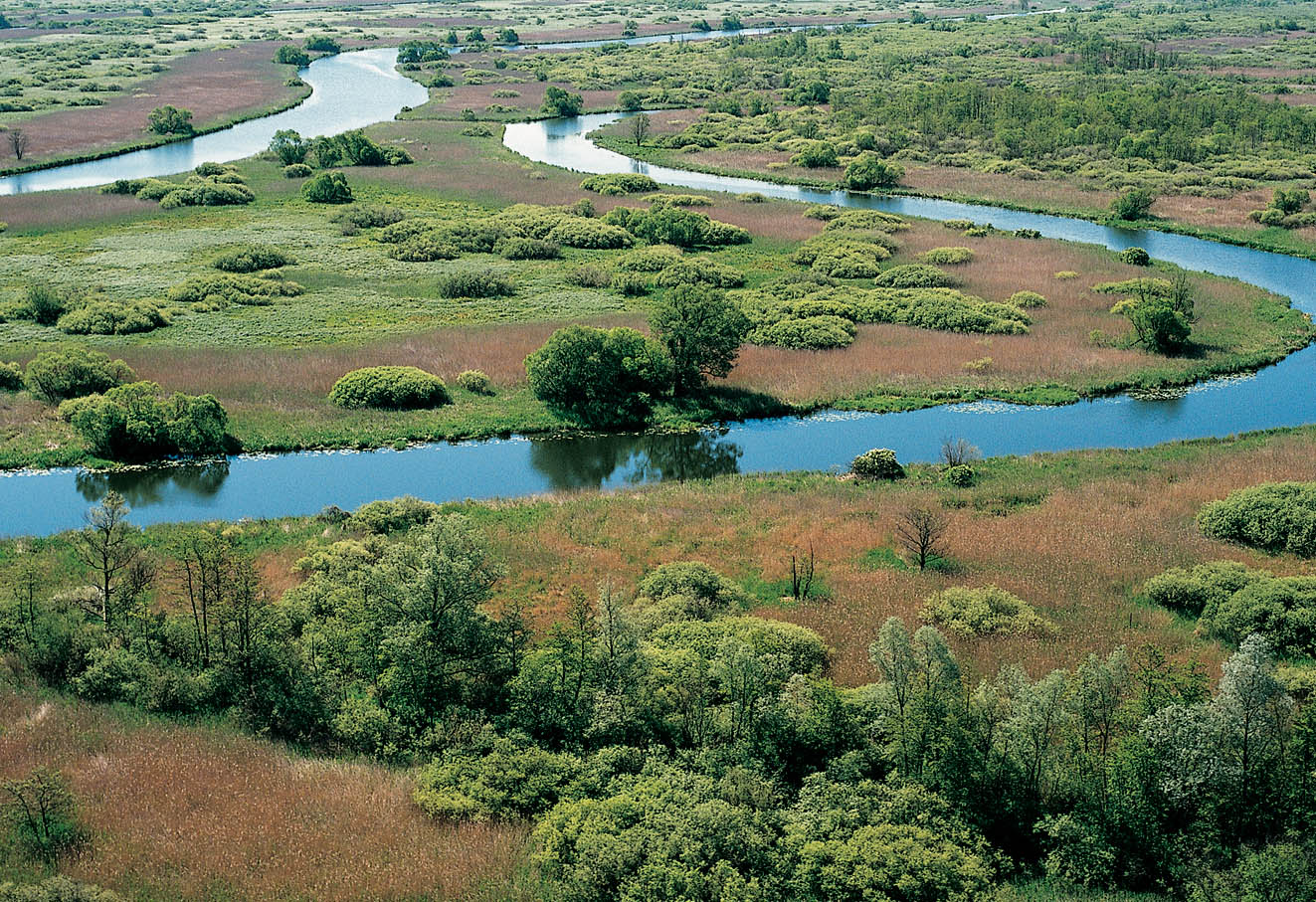
Międzyodrze

## Turystyka
Obszar rozwoju turystyki wodnej, szczególnie predysponowany do uprawiania żeglarstwa i spływów kajakowych. Na przystaniach organizowane są także rejsy małymi statkami oraz wodolotem na trasie Szczecin – Świnoujście. Liczne szlaki turystyczne i punkty widokowe.

### Punkty widokowe
- Lewy brzeg:
  - Wzgórza Warszewskie
  - Wał Stobniański
  - Szczecin: Bazylika archikatedralna św. Jakuba w Szczecinie (wieża widokowa), Zamek Książąt Pomorskich w Szczecinie (wieża widokowa), Muzeum Narodowe w Szczecinie przy Wałach Chrobrego (wieża widokowa)
  - Marchia Wkrzańska: Wieża widokowa w Stolpe, wzgórza koło Stolzenhagen
  - Niemiecka część Wzniesień Szczecińskich: Mescherin – Stettiner Berg, Seeberg, wieża obserwacyjna Lecący Żuraw, Kroatenberg koło Gartz (Oder)
- Prawy brzeg:
  - Wzgórza Bukowe
  - Góra Zielonczyn
  - Blankowe Wzgórza koło Marwic
  - Sarbskie Górki koło WiduchowejMiędzyodrze na wysokości Moczył
  - Dolina Miłości w Zatoni Dolnej
  - Wieża widokowa w Cedyni
  - Góra Czcibora
  - Rezerwat przyrody Bielinek

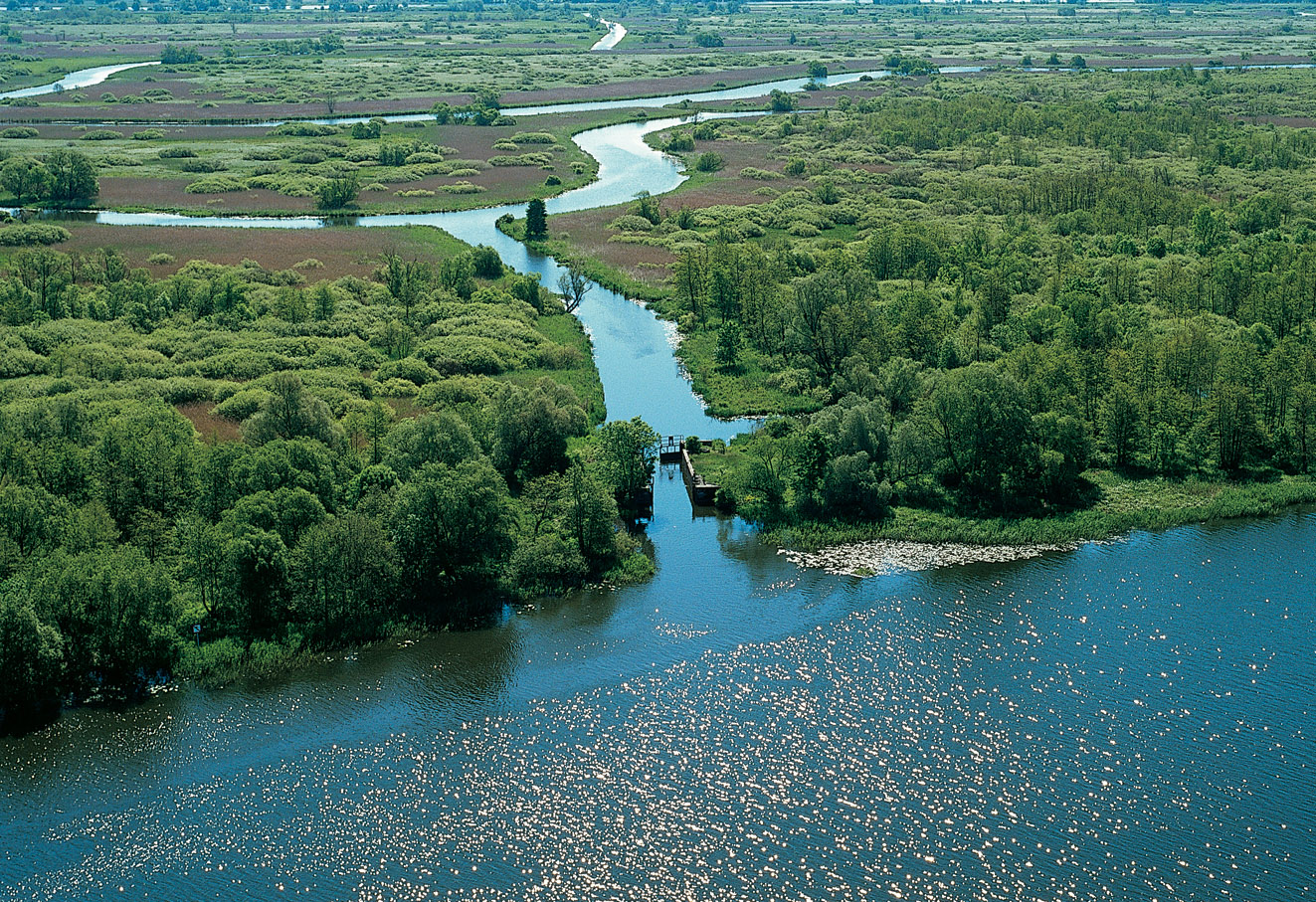
Międzyodrze na wysokości Moczył

  - Rezerwat przyrody Słoneczne Wzgórza

### Szlaki turystyczne
- Międzynarodowy szlak rowerowy Odra - Nysa
- Międzynarodowy szlak rowerowy wokół Zalewu Szczecińskiego R-66
- Szlak „Zielona Odra”
- Szlak Nadodrzański
- Szlak przez Rajską Dolinę
- Szlak Stepnicko-Rokicki
- Szlak kajakowy „Międzyodrze”
- Szlak wodny Berlin - Szczecin - Bałtyk

Liczne szlaki turystyczne wyznaczono w obrębie wzgórz i tarasów przylegających do Doliny, zarówno po polskiej jak i niemieckiej stronie.

## Publikacje
- Dolina Dolnej Odry (The Lower Odra Valley, Das Untere Odertal), tekst i zdjęcia: Marek Cichoń,Soft Vision, Szczecin 2007, ISBN 978-83-921646-5-4